# Hội đồng Bộ trưởng Liên Xô 1962–1966
Hội đồng Bộ trưởng Liên Xô giai đoạn 1962-1966 hay còn được gọi Hội đồng Bộ trưởng Xô Viết Tối cao Liên Xô khóa VI. Hội đồng được Xô Viết Tối cao Liên Xô phê chuẩn ngày 25/4/1962.
Thời kỳ này có 2 giai đoạn, giai đoạn thứ nhất do Khrushchev điều hành (4/1962-10/1964), giai đoạn thứ hai do Kosygin điều hành (4/1964-8/1966).
Hội đồng Bộ trưởng khóa VI kết thúc nhiệm kỳ ngày 3/8/1966 sau khi Xô Viết Tối cao khóa VII phê chuẩn Hội đồng Bộ trưởng mới.

## Thành viên
| - Ủy viên Bộ Chính trị - Bí thư Trung ương Đảng - Ủy viên Dự khuyết Bộ Chính trị | - Ủy viên Trung ương Đảng - Ủy viên Dự khuyết Trung ương Đảng |

### Chủ tịch Hội đồng Bộ trưởng
| STT | Tên                           | Chức vụ | Chức vụ                             | Nhiệm kỳ       | Ghi chú khác |
| --- | ----------------------------- | ------- | ----------------------------------- | -------------- | ------------ |
| 1   | Nikita Khrushchev (1894-1971) |         | Chủ tịch Hội đồng Bộ trưởng Liên Xô | 4/1962-10/1964 |              |
| 2   | Alexei Kosygin (1904-1980)    |         | Chủ tịch Hội đồng Bộ trưởng Liên Xô | 10/1964-8/1966 |              |

### Phó Chủ tịch thứ nhất
| STT | Tên                          | Chức vụ | Chức vụ                                          | Nhiệm kỳ       | Ghi chú khác                          |
| --- | ---------------------------- | ------- | ------------------------------------------------ | -------------- | ------------------------------------- |
| 1   | Anastas Mikoyan (1895-1978)  |         | Phó Chủ tịch thứ nhất Hội đồng Bộ trưởng Liên Xô | 4/1962-7/1964  |                                       |
| 2   | Alexei Kosygin (1904-1980)   |         | Phó Chủ tịch thứ nhất Hội đồng Bộ trưởng Liên Xô | 4/1962-10/1964 | Trở thành Chủ tịch Hội đồng Bộ trưởng |
| 3   | Dmitry Polyansky (1917-2001) |         | Phó Chủ tịch thứ nhất Hội đồng Bộ trưởng Liên Xô | 10/1965-8/1966 |                                       |
| 4   | Dmitriy Ustinov (1908-1984)  |         | Phó Chủ tịch thứ nhất Hội đồng Bộ trưởng Liên Xô | 3/1963-3/1965  |                                       |

### Phó Chủ tịch
| STT | Tên                            | Chức vụ | Chức vụ                                 | Nhiệm kỳ                      | Ghi chú khác                      |
| --- | ------------------------------ | ------- | --------------------------------------- | ----------------------------- | --------------------------------- |
| 1   | Konstantin Rudnev (1911-1980)  |         | Phó Chủ tịch Hội đồng Bộ trưởng Liên Xô | 4/1962–4/1965                 |                                   |
| 2   | Nikolai Ignativ (1901-1966)    |         | Phó Chủ tịch Hội đồng Bộ trưởng Liên Xô | 4/1962–10/1964                |                                   |
| 3   | Aleksandr Zasyadko (1910-1963) |         | Phó Chủ tịch Hội đồng Bộ trưởng Liên Xô | 4/1962–11/1962                |                                   |
| 4   | Pyotr Lomako (1904-1990)       |         | Phó Chủ tịch Hội đồng Bộ trưởng Liên Xô | 11/1962–10/1964               |                                   |
| 5   | Vladimir Novikov (1907-2000)   |         | Phó Chủ tịch Hội đồng Bộ trưởng Liên Xô | 4/1962–11/1962 3/1964-11/1965 |                                   |
| 6   | Dmitriy Ustinov (1908-1984)    |         | Phó Chủ tịch Hội đồng Bộ trưởng Liên Xô | 4/1962–3/1963                 | Trở thành Phó Chủ tịch thứ nhất   |
| 7   | Leonid Smirnov (1916-2001)     |         | Phó Chủ tịch Hội đồng Bộ trưởng Liên Xô | 3/1963–8/1966                 |                                   |
| 8   | Venyamin Dymshitz (1910-1993)  |         | Phó Chủ tịch Hội đồng Bộ trưởng Liên Xô | 7/1962–8/1966                 |                                   |
| 9   | Dmitry Polyansky (19170-2001)  |         | Phó Chủ tịch Hội đồng Bộ trưởng Liên Xô | 4/1962–10/1964                |                                   |
| 10  | Alexander Shelepin (1918-1994) |         | Phó Chủ tịch Hội đồng Bộ trưởng Liên Xô | 4/1962–12/1965                |                                   |
| 11  | Ignati Novikov (1906-1993)     |         | Phó Chủ tịch Hội đồng Bộ trưởng Liên Xô | 4/1962-8/1966                 |                                   |
| 12  | Mikhail Lesetshko (1909-1984)  |         | Phó Chủ tịch Hội đồng Bộ trưởng Liên Xô | 4/1962-8/1966                 |                                   |
| 13  | Mikhail Yefremov (1911-2000)   |         | Phó Chủ tịch Hội đồng Bộ trưởng Liên Xô | 11/1965-8/1966                |                                   |
| 14  | Nikolai Baibakov (1911-2008)   |         | Phó Chủ tịch Hội đồng Bộ trưởng Liên Xô | 3/1964-8/1966                 | Ủy viên Trung ương Đảng từ 4/1966 |
| 15  | Kirill Mazurov (1914-1989)     |         | Phó Chủ tịch Hội đồng Bộ trưởng Liên Xô | 3/1965-8/1966                 | Ủy viên Bộ Chính trị từ 4/1966    |
| 16  | Vladimir Kirillin (1913-1999)  |         | Phó Chủ tịch Hội đồng Bộ trưởng Liên Xô | 10/1965-8/1966                | Ủy viên Trung ương Đảng từ 4/1966 |
| 17  | Nikolai Tikhonov (1905-1997)   |         | Phó Chủ tịch Hội đồng Bộ trưởng Liên Xô | 10/1965-8/1966                |                                   |

### Quản lý nội vụ
| STT | Tên                            | Chức vụ | Chức vụ                                   | Nhiệm kỳ       | Ghi chú khác |
| --- | ------------------------------ | ------- | ----------------------------------------- | -------------- | ------------ |
| 1   | Georgiy Stepanov (1909-1996)   |         | Quản lý Nội vụ Hội đồng Bộ trưởng Liên Xô | 4/1962-10/1964 |              |
| 2   | Mikhail Smirtyukov (1909-2004) |         | Quản lý Nội vụ Hội đồng Bộ trưởng Liên Xô | 12/1964-8/1966 |              |

### Chính phủ
| STT | Chức vụ                                                                        | Tên                               | Nhiệm kỳ | Nhiệm kỳ                    | Ghi chú khác |
| --- | ------------------------------------------------------------------------------ | --------------------------------- | -------- | --------------------------- | --- |
| 1   | Bộ trưởng Bộ Ngoại giao                                                        | Andrei Gromyko (1909-1989)        |          | 4/1962-8/1966               | |
| 2   | Bộ trưởng Bộ Quốc phòng                                                        | Rodion Malinovsky (1898-1967)     |          | 4/1962-8/1966               | |
| 3   | Bộ trưởng Bộ Cơ khí hạng trung                                                 | Yefim Slavski (1898-1991)         |          | 4/1962-3/1963 3/1965-8/1966 | Bộ bị bãi bỏ, tái lập 3/1965 |
| 4   | Bộ trưởng Bộ Ngoại thương                                                      | Nikolay Patolichev (1908-1989)    |          | 4/1962-8/1966               | |
| 5   | Bộ trưởng Bộ Y tế                                                              | Sergey Kurashov (1910-1965)       |          | 4/1962-8/1965               | |
| 5   | Bộ trưởng Bộ Y tế                                                              | Boris Petrovski (1908-1924)       |          | 8/1965-8/1966               | Ủy viên Dự khuyết Trung ương Đảng từ 4/1966                                                                                       |
| 6   | Bộ trưởng Bộ Đường sắt                                                         | Boris Beshchev (1903-1981)        |          | 4/1962-8/1966               | |
| 7   | Bộ trưởng Bộ Nông nghiệp                                                       | Konstantin Pysin (1910-1984)      |          | 4/1962-3/1963               | |
| 7   | Bộ trưởng Bộ Nông nghiệp                                                       | Ivan Volovtshenko (1917-1998)     |          | 3/1963-2/1965               | |
| 7   | Bộ trưởng Bộ Nông nghiệp                                                       | Vladimir Matskevich (1909-1998)   |          | 2/1965-8/1966               | Ủy viên Trung ương từ 4/1966 |
| 8   | Bộ trưởng Bộ Giáo dục Đại học và Trung học Chuyên nghiệp                       | Vyacheslav Elyutin (1907-1993)    |          | 4/1962-8/1966               | |
| 9   | Bộ trưởng Bộ Địa chất và bảo vệ lòng đất                                       | Alexander Sidorenko (1917-1982)   |          | 2/1962-3/1963               | Bộ bị bãi bỏ, thành lập mới Ủy ban Địa chất Nhà nước                                                                              |
| 10  | Bộ trưởng Bộ Địa chất                                                          | Alexander Sidorenko (1917-1982)   |          | 10/1965-8/1966              | Bộ thành lập từ Ủy ban Địa chất Nhà nước                                                                                          |
| 11  | Bộ trưởng Bộ Văn hóa                                                           | Ekaterina Furtseva (1910-1974)    |          | 4/1962-8/1966               | |
| 12  | Bộ trưởng Bộ Tài chính                                                         | Vasily Garbuzov (1911-1985)       |          | 4/1962-8/1966               | |
| 13  | Bộ trưởng Bộ Xây dựng Điện năng                                                | Ignatius Novikov (1906-1993)      |          | 4/1962-9/1962               | Bộ tái cơ cấu thành Bộ Năng lượng và Điện khí hóa                                                                                 |
| 14  | Bộ trưởng Bộ Năng lượng và Điện khí hóa                                        | Ignatius Novikov (1906-1993)      |          | 10/1962-11/1962             | |
| 14  | Bộ trưởng Bộ Năng lượng và Điện khí hóa                                        | Pyotr Neporozhny (1910-1999)      |          | 11/1962-3/1963              | Bộ bị bãi bỏ, thành lập mới Ủy ban Năng lượng và Điện khí hóa Nhà nước                                                            |
| 15  | Bộ trưởng Bộ Năng lượng và Điện khí hóa                                        | Pyotr Neporozhny (1910-1999)      |          | 10/1965-8/1966              | Bộ tái lập lại từ Ủy ban Năng lượng và Điện khí hóa Nhà nước; Ủy viên Dự khuyết Trung ương từ 4/1966                              |
| 16  | Bộ trưởng Bộ Hàng hải                                                          | Viktor Bakaev (1902-1987)         |          | 4/1962-8/1966               | |
| 17  | Bộ trưởng Bộ Thông tin                                                         | Nikolai Psurtsev (1900-1980)      |          | 4/1962-8/1966               | |
| 18  | Bộ trưởng Bộ Xây dựng Giao thông                                               | Evgeny Kozhevnikov (1905-1979)    |          | 4/1962-3/1963               | Bộ bị bãi bỏ, thành lập mới Ủy ban Xây dựng Giao thông Nhà nước                                                                   |
| 19  | Bộ trưởng Bộ Xây dựng Giao thông                                               | Evgeny Kozhevnikov (1905-1979)    |          | 10/1965-8/1966              | Bộ tái lập từ Ủy ban Xây dựng Giao thông Nhà nước                                                                                 |
| 20  | Bộ trưởng Bộ Hàng không Dân dụng                                               | Yevgeni Loginov (1907-1970)       |          | 8/1964-8/1966               | Bộ thành lập mới |
| 21  | Thống đốc Ngân hàng Nhà nước                                                   | Alexander Korovushkin (1909-1976) |          | 4/1962-8/1963               | |
| 21  | Thống đốc Ngân hàng Nhà nước                                                   | Alexei Poskonov (1904-1969)       |          | 8/1963-8/1966               | Ủy viên Ủy ban Kiểm toán Trung ương                                                                                               |
| 22  | Bộ trưởng Bộ Lâm nghiệp, Công nghiệp giấy và bột giấy, công nghiệp chế biến gỗ | Nikolai Timofeyev (1913-1988)     |          | 10/1965-8/1966              | Bộ thành lập mới từ Ủy ban. Ủy viên Trung ương Đảng từ 4/1966                                                                     |
| 23  | Bộ trưởng Bộ Máy Công cụ và Công nghiệp Công cụ                                | Anatoliy Kostousov (1906-1985)    |          | 10/1965-8/1966              | Bộ thành lập từ Ủy ban Nhà nước về Máy móc                                                                                        |
| 24  | Bộ trưởng Bộ Công nghiệp Hàng không                                            | Pyotr Dementev (1907-1977)        |          | 3/1965-8/1966               | Bộ thành lập từ Ủy ban Nhà nước về Thiết bị Hàng không                                                                            |
| 25  | Bộ trưởng Bộ Công nghiệp Quốc phòng                                            | Sergey Zverev (1912-1978)         |          | 3/1965-8/1966               | Bộ thành lập mới. Ủy viên Trung ương từ 4/1966                                                                                    |
| 26  | Bộ trưởng Bộ Kỹ thuật nặng, Năng lượng và Vận tải                              | Vladimir Zhigalin (1907-1990)     |          | 10/1965-8/1966              | Bộ thành lập mới từ Ủy ban Kỹ thuật nặng, Năng lượng và Vận tải Nhà nước Ủy ban Kế hoạch Nhà nước Hội đồng Bộ trưởng Liên Xô      |
| 27  | Bộ trưởng Kỹ thuật Hóa học và Dầu khí                                          | Konstantin Brekhov (1907-1994)    |          | 10/1965-8/1966              | Bộ thành lập mới từ Ủy ban Kỹ thuật Hóa học và Dầu khí thuộc Ủy ban Kế hoạch Nhà nước                                             |
| 28  | Bộ trưởng Bộ Công nghiệp đóng tàu                                              | Boris Evstafievich (1907-1976)    |          | 3/1965-8/1966               | Ủy viên Trung ương Đảng từ 4/1966                                                                                                 |
| 29  | Bộ trưởng Bộ Lọc dầu và Công nghiệp Hóa dầu                                    | Viktor Fedorov (1912-1990)        |          | 10/1965-8/1966              | |
| 30  | Bộ trưởng Bộ Công trình và Xây dựng Đặc biệt                                   | Fuad Yakubovski (1908-1975)       |          | 10/1965-8/1966              | Bộ thành lập mới từ Ủy ban sản xuất Nhà nước Công trình và xây dựng đặc biệt Liên Xô; Ủy viên dự khuyết Trung ương Đảng từ 4/1966 |
| 31  | Bộ trưởng Bộ Công nghiệp truyền thanh                                          | Valery Kalmykov (1908-1974)       |          | 3/1965-8/1966               | Bộ thành lập mới từ Ủy ban Công nghiệp truyền thanh Nhà nước HĐBT Liên Xô                                                         |
| 32  | Bộ trưởng Bộ Thủy sản                                                          | Alexander Ishkov (1905-1988)      |          | 10/1965-8/1966              | Bộ thành lập mới từ Ủy ban sản xuất Nhà nước Thủy sản Liên Xô                                                                     |
| 33  | Bộ trưởng Bộ Công nghiệp Điện tử                                               | Alexander Shokin (1909-1988)      |          | 3/1965-8/1966               | Bộ thành lập mới từ Ủy ban Công nghiệp Điện tử Nhà nước HĐBT Liên Xô; Ủy viên Trung ương Đảng từ tháng 4/1966                     |
| 34  | Bộ trưởng Bộ Công nghiệp Khí                                                   | Aleksey Kortunov (1907-1973)      |          | 10/1965-8/1966              | Bộ thành lập mới từ Ủy ban sản xuất Nhà nước Công nghiệp Khí Liên Xô                                                              |
| 35  | Bộ trưởng Bộ Khai hoang và Thủy lợi                                            | Evgeny Alekseevsky (1906-1979)    |          | 10/1965-8/1966              | Bộ thành lập mới từ Ủy ban sản xuất Nhà nước Khai hoang và Thủy lợi Liên Xô; Ủy viên dự khuyết Trung ương Đảng từ tháng 4/1966    |
| 36  | Bộ trưởng Bộ Lọc hóa Dầu và Công nghiệp Hóa dầu                                | Viktor Fedorov (1912-1990)        |          | 10/1965-8/1966              | Bộ thành lập mới từ Ủy ban Lọc hóa Dầu và Công nghiệp Hóa dầu Nhà nước HĐBT Liên Xô                                               |
| 37  | Bộ trưởng Bộ Kỹ thuật Thiết bị Tự động hóa và Hệ thống Điều khiển              | Konstantin Rudnev (1911-1980)     |          | 10/1965-8/1966              | Bộ thành lập mới từ Ủy ban Chế tạo máy móc, Tự động hóa và Hệ thống Điều khiển Nhà nước Ủy ban Kế hoạch Nhà nước HĐBT Liên Xô     |
| 38  | Bộ trưởng Bộ Xây dựng, Cơ giới Đường bộ, Kiến trúc Đô thị                      | Efim Novoselov (1906-1985)        |          | 10/1965-8/1966              | Bộ thành lập mới từ Ủy ban Xây dựng, Cơ giới Đường bộ, Kiến trúc Đô thị Nhà nước HĐBT Liên Xô                                     |
| 39  | Bộ trưởng Bộ Công nghiệp Thực phẩm, Cơ khí Nhẹ và Thiết bị gia dụng            | Vasily Doyenin (1909-1977)        |          | 10/1965-8/1966              | Bộ thành lập mới. Ủy viên dự khuyết Trung ương từ tháng 4/1966                                                                    |
| 40  | Bộ trưởng Bộ Công nghiệp Dầu khí                                               | Valentin Shashin (1916-1977)      |          | 10/1965-8/1966              | Bộ thành lập mới Ủy ban Công nghiệp Dầu khí Nhà nước thuộc Ủy ban Kế hoạch Nhà nước                                               |
| 41  | Bộ trưởng Bộ Máy móc tổng hợp                                                  | Sergey Afanasyev (1918-2001)      |          | 3/1965-8/1966               | Bộ thành lập mới |
| 42  | Bộ trưởng Máy kéo và Kỹ thuật Nông nghiệp                                      | Ivan Sinitsyn (1911-1988)         |          | 10/1965-8/1966              | Bộ thành lập mới. Ủy viên dự khuyết Trung ương từ tháng 4/1966                                                                    |
| 43  | Bộ trưởng Bộ Xây dựng kinh tế vùng Trung Á                                     | Valentin Guschin (1912-1982)      |          | 2/1963-3/1963               | Bộ thành lập mới, sau bãi bỏ |
| 44  | Bộ trưởng Bộ Công nghiệp Kỹ thuật Điện                                         | Alexey Antonov (1912-2010)        |          | 10/1965-8/1966              | Bộ thành lập mới |
| 45  | Bộ trưởng Bộ Công nghiệp Than                                                  | Boris Bratchenko (1906-1991)      |          | 10/1965-8/1966              | Bộ thành lập mới. Ủy viên dự khuyết Trung ương từ tháng 4/1966                                                                    |
| 46  | Bộ trưởng Bộ Thương mại                                                        | Alexander Struev (1906-1991)      |          | 10/1965-8/1966              | Bộ thành lập mới. Ủy viên Trung ương từ tháng 4/1966                                                                              |
| 47  | Bộ trưởng Bộ Công nghiệp Nhẹ                                                   | Nikolay Tarasov (1911-2010)       |          | 10/1965-8/1966              | Bộ thành lập mới. Ủy viên dự khuyết Trung ương từ tháng 4/1966                                                                    |
| 48  | Bộ trưởng Bộ Công nghiệp Vật liệu Xây dựng                                     | Ivan Grishmanov (1906-1979)       |          | 10/1965-8/1966              | Bộ thành lập mới |
| 49  | Bộ trưởng Bộ Công nghiệp Hóa học                                               | Leonid Kostandov (1915-1984)      |          | 10/1965-8/1966              | Bộ thành lập mới. Ủy viên dự khuyết Trung ương từ tháng 4/1966                                                                    |
| 50  | Bộ trưởng Bộ Luyện kim màu                                                     | Pyotr Lomako (1904-1990)          |          | 10/1965-8/1966              | Bộ thành lập mới |
| 51  | Bộ trưởng Bộ Luyện kim sắt                                                     | Ivan Kazanets (1918-2003)         |          | 10/1965-8/1966              | Bộ thành lập mới |
| 52  | Bộ trưởng Bộ Công nghiệp Ô tô                                                  | Alexander Tarasov (1911-1975)     |          | 10/1965-8/1966              | Bộ thành lập mới |
| 53  | Bộ trưởng Bộ Công nghiệp Sản phẩm Thịt và Sữa                                  | Serge Antonov (1911-1987)         |          | 10/1965-8/1966              | Bộ thành lập mới |
| 54  | Bộ trưởng Bộ Công nghiệp Thực phẩm                                             | Vasily Zotov (1899-1977)          |          | 10/1965-8/1966              | Bộ thành lập mới |

### Ủy ban Nhà nước trực thuộc
| STT | Chức vụ | Tên                              | Nhiệm kỳ | Nhiệm kỳ                     | Ghi chú khác |
| --- | --- | -------------------------------- | -------- | ---------------------------- | --- |
| 1   | Chủ nhiệm Ủy ban Xây dựng Nhà nước Hội đồng Bộ trưởng                                                          | Ivan Grismanov (1906-1979)       |          | 4/1962-11/1962               | Ủy ban đổi thành Ủy ban Xây dựng Nhà nước Liên Xô                                                                                     |
| 1   | Chủ nhiệm Ủy ban Xây dựng Nhà nước Hội đồng Bộ trưởng                                                          | Ignaty Novikov (1907-1993)       |          | 1/1963-3/1963 10/1965-8/1966 | Đổi quyền quản lý về Hội đồng Bộ trưởng                                                                                               |
| 2   | Chủ nhiệm Ủy ban Lao động và Tiền lương Nhà nước Hội đồng Bộ trưởng                                            | Aleksandr Volkov (1910-1990)     |          | 4/1962-8/1966                | |
| 3   | Chủ nhiệm Ủy ban Phát thanh và Truyền hình Nhà nước Hội đồng Bộ trưởng                                         | Mikhail Kharlamov (1913-1990)    |          | 4/1962-10/1964               | |
| 3   | Chủ nhiệm Ủy ban Phát thanh và Truyền hình Nhà nước Hội đồng Bộ trưởng                                         | Nikolay Mesyatsev (1920-2011)    |          | 10/1964-8/1966               | Ủy viên Dự khuyết Trung ương từ 4/1966                                                                                                |
| 4   | Chủ nhiệm Ủy ban Công nghệ Hàng không Nhà nước Hội đồng Bộ trưởng                                              | Pyotr Dementiev (1907-1977)      |          | 4/1962-3/1963                | Ủy ban đổi thành Ủy ban Công nghệ Hàng không Nhà nước Liên Xô                                                                         |
| 5   | Chủ nhiệm Ủy ban Quan hệ Kinh tế Đối ngoại Nhà nước Hội đồng Bộ trưởng                                         | Semen Skackov (1907-1996)        |          | 4/1962-8/1966                | |
| 6   | Chủ nhiệm Ủy ban Vô tuyến Điện tử Nhà nước Hội đồng Bộ trưởng                                                  | Valery Kalmykov (1908-1974)      |          | 4/1962-3/1963                | Ủy ban đổi tên thành Ủy ban Vô tuyến điện tử Nhà nước Liên Xô                                                                         |
| 7   | Chủ nhiệm Ủy ban Đóng tàu Nhà nước Hội đồng Bộ trưởng                                                          | Boris Butoma (1907-1976)         |          | 4/1962-3/1963                | Ủy ban đổi thành Ủy ban Đóng tàu Nhà nước Liên Xô                                                                                     |
| 8   | Chủ nhiệm Ủy ban Kế hoạch Nhà nước Hội đồng Bộ trưởng                                                          | Vladimir Novikov (1905-1979)     |          | 4/1962-7/1962                | |
| 8   | Chủ nhiệm Ủy ban Kế hoạch Nhà nước Hội đồng Bộ trưởng                                                          | Venyamin Dymshitz (1910-1993)    |          | 7/1962-11/1962               | Phó Chủ tịch Hội đồng Bộ trưởng kiêm nhiệm                                                                                            |
| 8   | Chủ nhiệm Ủy ban Kế hoạch Nhà nước Hội đồng Bộ trưởng                                                          | Pyotr Lomako (1904-1990)         |          | 11/1962-3/1963               | Ủy ban đổi tên thành Ủy ban Kế hoạch Nhà nước Liên Xô                                                                                 |
| 8   | Chủ nhiệm Ủy ban Kế hoạch Nhà nước Hội đồng Bộ trưởng                                                          | Nikolai Baibakov (1911-2008)     |          | 10/1965-8/1966               | Thành lập lại từ Ủy ban Kế hoạch Nhà nước Liên Xô. Ủy viên Trung ương Đảng từ 4/1966                                                  |
| 9   | Chủ nhiệm Ủy ban Kỹ thuật cơ khí và Tự động hóa Nhà nước Hội đồng Bộ trưởng                                    | Anatoliy Kostousov (1906-1985)   |          | 4/1962-1/1963                | Ủy ban đổi thành Ủy ban Kỹ thuật cơ khi và Tự động hóa Nhà nước thuộc Ủy ban Kế hoạch Nhà nước                                        |
| 10  | Chủ nhiệm Ủy ban Sử dụng Năng lượng nguyên tử Nhà nước Hội đồng Bộ trưởng                                      | Andrusik Petrosyants (1906-2005) |          | 4/1962-3/1963                | Ủy ban đổi tên thành Ủy ban Sử dụng năng lượng nguyên tử Nhà nước Liên Xô                                                             |
| 11  | Chủ nhiệm Ủy ban Đối ngoại Văn hóa Nhà nước Hội đồng Bộ trưởng                                                 | Sergey Romanovsky (1923-2003)    |          | 4/1962-10/1965               | Ủy ban đổi tên thành Ủy ban Quan hệ Đối ngoại Văn hóa Hội đồng Bộ trưởng                                                              |
| 12  | Chủ nhiệm Ủy ban Thu mua Nhà nước Hội đồng Bộ trưởng                                                           | Leonid Korniyets (1901-1969)     |          | 4/1962-8/1966                | |
| 13  | Chủ nhiệm Ủy ban Điều phối nghiên cứu khoa học Nhà nước Hội đồng Bộ trưởng                                     | Konstantin Rudnev (1911-1980)    |          | 4/1962-3/1963                | Ủy ban đổi tên thành Ủy ban Điều phối nghiên cứu khoa học Nhà nước Liên Xô                                                            |
| 14  | Chủ nhiệm Ủy ban Công nghiệp Nhiên liệu Nhà nước Hội đồng Bộ trưởng                                            | Nikolai Melnikov (1909-1980)     |          | 4/1962-1/1963                | Ủy ban đổi tên thành Ủy ban Công nghiệp Nhiên liệu Nhà nước thuộc Ủy ban Kế hoạch Nhà nước                                            |
| 15  | Chủ nhiệm Ủy ban Luyện kim màu và luyện kim đen Nhà nước Hội đồng Bộ trưởng                                    | Vsevolod Boyko (1914-1970)       |          | 4/1962-1/1963                | Ủy ban đổi tên thành Ủy ban Luyện kim màu và luyện kim đen thuộc Ủy ban Kế hoạch Nhà nước                                             |
| 16  | Chủ nhiệm Ủy ban Công nghệ Điện tử Nhà nước Hội đồng Bộ trưởng                                                 | Alexander Shokin (1909-1988)     |          | 4/1962-3/1963                | Ủy ban đổi tên thành Ủy ban Công nghệ Điện tử Nhà nước Liên Xô                                                                        |
| 17  | Chủ nhiệm Ủy ban Công nghiệp nhẹ Nhà nước Hội đồng Bộ trưởng                                                   | Nikolai Tarasov (1911-2010)      |          | 12/1962-1/1963               | Ủy ban thành lập mới sau đổi tên thành Ủy ban Công nghiệp nhẹ Nhà nước thuộc Ủy ban Kế hoạch Nhà nước                                 |
| 18  | Chủ nhiệm Ủy ban Lâm nghiệp, Công nghiệp giấy và bột giấy, công nghiệp chế biến gỗ Nhà nước Hội đồng Bộ trưởng | Georgy Orlov (1903-1991)         |          | 4/1962-1/1963                | Ủy ban đổi tên thành Ủy ban Lâm nghiệp, Công nghiệp giấy và bột giấy, công nghiệp chế biến gỗ Nhà nước thuộc Ủy ban Kế hoạch Nhà nước |
| 19  | Chủ nhiệm Ủy ban Công nghiệp thực phẩm Nhà nước Hội đồng Bộ trưởng                                             | Pyotr Naumenko (1905-1992)       |          | 12/1962-1/1963               | Ủy ban thành lập mới, sau đổi tên thành Ủy ban Công nghiệp thực phẩm Nhà nước thuộc Ủy ban Kế hoạch Nhà nước                          |
| 20  | Chủ nhiệm Ủy ban Phát thanh và Truyền hình Nhà nước Hội đồng Bộ trưởng                                         | Mihail Harlamov (1913-1990)      |          | 4/1962-10/1964               | |
| 20  | Chủ nhiệm Ủy ban Phát thanh và Truyền hình Nhà nước Hội đồng Bộ trưởng                                         | Nikolai Mesiacev (1920-2011)     |          | 10/1964-12/1965              | Ủy ban đổi tên thành Ủy ban Phát thanh và Truyền hình Hội đồng Bộ trưởng                                                              |
| 21  | Chủ nhiệm Ủy ban Thủy sản Nhà nước Hội đồng Bộ trưởng                                                          | Alexander Iskov (1905-1988)      |          | 6/1962-1/1963                | Ủy ban thành lập mới, sau đổi tên thành Ủy ban Thủy sản Nhà nước thuộc Ủy ban Kế hoạch Nhà nước                                       |
| 22  | Chủ nhiệm Ủy ban Thương mại Nhà nước Hội đồng Bộ trưởng                                                        | Alexander Struev (1906-1991)     |          | 12/1962-10/1965              | Ủy ban thành lập mới, sau đổi tên thành Bộ Thương mại                                                                                 |
| 23  | Chủ nhiệm Ủy ban Điện ảnh Nhà nước Hội đồng Bộ trưởng                                                          | Aleksei Romanov (1908-1998)      |          | 3/1963-12/1965               | Ủy ban thành lập mới, sau đổi tên thành Ủy ban Điện ảnh Hội đồng Bộ trưởng                                                            |
| 24  | Chủ nhiệm Ủy ban Công nghệ Quốc phòng Nhà nước Hội đồng Bộ trưởng                                              | Leonid Smirnov (1916-2001)       |          | 4/1962-3/1963                | Ủy ban đổi thành Ủy ban Công nghệ Quốc phòng Nhà nước Liên Xô                                                                         |
| 25  | Chủ nhiệm Ủy ban Báo chí Nhà nước Hội đồng Bộ trưởng                                                           | Pavel Romanov (1913-1992)        |          | 3/1963-10/1965               | |
| 25  | Chủ nhiệm Ủy ban Báo chí Nhà nước Hội đồng Bộ trưởng                                                           | Nikolai Mikhailov (1906-1982)    |          | 10/1965-12/1965              | Ủy ban thành lập mới, sau đổi tên thành Ủy ban Báo chí Hội đồng Bộ trưởng                                                             |
| 26  | Chủ nhiệm Ủy ban Kỹ thuật Điện Nhà nước Hội đồng Bộ trưởng                                                     | Nikolai Obolensky (1908-2001)    |          | 1/1963-3/1963                | Ủy ban thành lập mới, sau đổi tên thành Ủy ban Kỹ thuật Điện Nhà nước thuộc Ủy ban Kế hoạch Nhà nước                                  |
| 27  | Chủ nhiệm Ủy ban Vật liệu và Kỹ thuật hỗ trợ Nhà nước Hội đồng Bộ trưởng                                       | Veniamin Dymsic (1910-1993)      |          | 10/1965-8/1966               | Ủy ban thành lập mới |
| 28  | Chủ nhiệm Ủy ban Khoa học Công nghệ Nhà nước Hội đồng Bộ trưởng                                                | Vladimir Kirillin (1913-1999)    |          | 10/1965-8/1966               | Ủy ban thành lập mới, ủy viên Trung ương Đảng từ 4/1966                                                                               |
| 29  | Chủ nhiệm Ủy ban Lâm nghiệp Nhà nước Hội đồng Bộ trưởng                                                        | Vasily Rubtsov (1913-1973)       |          | 3/1966-8/1966                | Ủy ban thành lập mới |
| 30  | Chủ nhiệm Ủy ban Giám sát Thực hiện An toàn Lao động trong Công nghiệp và Khai mỏ Nhà nước Hội đồng Bộ trưởng  | Leonid Melnikov (1906-1981)      |          | 2/1966-8/1966                | Ủy ban thành lập mới |
| 31  | Chủ tịch Ủy ban An ninh Nhà nước Hội đồng Bộ trưởng                                                            | Vladimir Semichastny (1924-2001) |          | 4/1962-8/1966                | Ủy viên Trung ương từ 1964 |
| 32  | Chủ nhiệm Ủy ban Hóa học Nhà nước Hội đồng Bộ trưởng                                                           | Viktor Fedorov (1912-1990)       |          | 4/1962-3/1963                | Ủy ban đổi tên thành Ủy ban Hóa học Nhà nước thuộc Ủy ban Kế hoạch Nhà nước                                                           |
| 33  | Chủ nhiệm Ủy ban Trữ lượng Khoáng sản Nhà nước Hội đồng Bộ trưởng                                              | Ilya Malyshev (1904-1973)        |          | 4/1962-3/1963 10/1965-8/1966 | Ủy ban đổi tên thành Ủy ban Trữ lượng Khoáng sản Nhà nước Liên Xô, sau đó tái lập về Hội đồng Bộ trưởng                               |
| 34  | Chủ nhiệm Ủy ban Kiểm soát Nhà nước Hội đồng Bộ trưởng                                                         | Georgy Enyutin (1903-1969)       |          | 4/1962-11/1962               | Ủy ban đổi tên thành Ủy ban Kiểm soát Nhà nước Liên Xô                                                                                |

### Ủy ban trực thuộc
| STT | Chức vụ                                                                                   | Tên                            | Nhiệm kỳ | Nhiệm kỳ       | Ghi chú khác                                                                                          |
| --- | ----------------------------------------------------------------------------------------- | ------------------------------ | -------- | -------------- | --- |
| 1   | Chủ tịch Ủy ban Phát thanh và Truyền hình Hội đồng Bộ trưởng                              | Nikolai Mesiacev (1920-2011)   |          | 12/1965-8/1966 | Ủy viên dự khuyết từ tháng 4/1966                                                                     |
| 2   | Chủ tịch Ủy ban Tiêu chuẩn, phương pháp và thiết bị đo lường Hội đồng Bộ trưởng           | Vasily Boicov (1908-1997)      |          | 10/1965-8/1966 | Ủy ban thành lập tử Ủy ban Tiêu chuẩn, phương pháp và thiết bị đo lường Nhà nước Liên Xô              |
| 3   | Chủ tịch Ủy ban Phát minh và Khám phá Hội đồng Bộ trưởng                                  | Yuri Maksarev (1903-1982)      |          | 4/1962-8/1966  | |
| 4   | Chủ tịch Ủy ban Giải thưởng Lenin lĩnh vực Văn chương và mỹ thuật Hội đồng Bộ trưởng      | Nikolay Tikhonov (1896-1979)   |          | 4/1962-8/1966  | |
| 5   | Chủ tịch Ủy ban Kiểm soát Nhà nước Hội đồng Bộ trưởng                                     | Alexander Shelepin (1918-1994) |          | 4/1962-11/1962 | Ủy ban đổi tên thành Ủy ban Kiểm soát Đảng, Nhà nước thuộc Ủy ban Trung ương Đảng, Hội đồng Bộ trưởng |
| 5   | Chủ tịch Ủy ban Kiểm soát Đảng, Nhà nước thuộc Ủy ban Trung ương Đảng, Hội đồng Bộ trưởng | Alexander Shelepin (1918-1994) |          | 11/1962-8/1966 | |
| 6   | Chủ nhiệm Ủy ban Điện ảnh Hội đồng Bộ trưởng                                              | Aleksei Romanov (1908-1998)    |          | 12/1965-8/1966 | |
| 7   | Chủ nhiệm Ủy ban Đối ngoại Văn hóa Hội đồng Bộ trưởng                                     | Sergey Romanovsky (1923-2003)  |          | 10/1965-8/1966 | |
| 8   | Chủ tịch Ủy ban Báo chí Hội đồng Bộ trưởng                                                | Nikolai Mikhailov (1906-1982)  |          | 12/1965-8/1966 | |
| 9   | Chủ tịch Ủy ban Thiết lập Lương hưu Hội đồng Bộ trưởng                                    | Nonna Muravyova (1906-1986)    |          | 4/1962-8/1966  | Kiêm nhiệm Chủ tịch Ủy ban Kiểm toán Trung ương Đảng Liên Xô                                          |
| 10  | Chủ tịch Ủy ban Luật pháp Hội đồng Bộ trưởng                                              | Andrei Denisov (1906-1984)     |          | 4/1962-7/1962  | |
| 10  | Chủ tịch Ủy ban Luật pháp Hội đồng Bộ trưởng                                              | Viktor Chkhikvadze (1911-2006) |          | 7/1962-3/1964  | |
| 10  | Chủ tịch Ủy ban Luật pháp Hội đồng Bộ trưởng                                              | Alexander Mishutin (1905-1988) |          | 3/1964-8/1966  | |

### Cơ quan ngang bộ
| STT | Chức vụ                                                               | Tên                            | Nhiệm kỳ | Nhiệm kỳ       | Ghi chú khác                                                       |
| --- | --------------------------------------------------------------------- | ------------------------------ | -------- | -------------- | ------------------------------------------------------------------ |
| 1   | Chủ tịch Hội đồng Tín ngưỡng Tôn giáo Hội đồng Bộ trưởng              | Alexey Puzin (1904-1987)       |          | 4/1962-12/1965 | Hội đồng đổi tên thành Hội đồng Tôn giáo Hội đồng Bộ trưởng        |
| 2   | Chủ tịch Ủy ban Chính thống giáo Đông phương Nga Hội đồng Bộ trưởng   | Vladimir Kuroyedov (1906-1994) |          | 4/1962-12/1965 | Ủy ban sáp nhập vào Hội đồng Tôn giáo Hội đồng Bộ trưởng           |
| 3   | Chủ tịch Hội đồng Tôn giáo Hội đồng Bộ trưởng                         | Vladimir Kuroyedov (1906-1994) |          | 12/1965-8/1966 |                                                                    |
| 4   | Chủ tịch Hội đồng Khoa học và Kinh tế Nhà nước Hội đồng Bộ trưởng     | Alexander Zasyadko (1910-1963) |          | 4/1962-11/1962 |                                                                    |
| 4   | Chủ tịch Hội đồng Khoa học và Kinh tế Nhà nước Hội đồng Bộ trưởng     | Vladimir Novikov (1907-2000)   |          | 11/1962        | Hội đồng đổi tên thành Ủy ban Kế hoạch Nhà nước Hội đồng Bộ trưởng |
| 5   | Chủ tịch Hội đồng Xây dựng Nhà nước Hội đồng Bộ trưởng                | Ignatius Novikov (1906-1993)   |          | 11/1962-1/1963 | Hội đồng đổi tên thành Ủy ban Xây dựng Nhà nước Liên Xô            |
| 6   | Chủ tịch Hội đồng Tối cao Kinh tế Quốc gia Liên Xô Hội đồng Bộ trưởng | Dmitriy Ustinov (1908-1984)    |          | 3/1963-3/1965  | Hội đồng thành lập mới, sau đó bãi bỏ                              |
| 6   | Chủ tịch Hội đồng Khoa học Hội đồng Bộ trưởng                         | Mikhail Lavrentiev (1900-1980) |          | 2/1963-11/1964 | Hội đồng thành lập mới, sau đó bãi bỏ                              |

### Thành viên khác
| STT | Chức vụ                                   | Tên                               | Nhiệm kỳ | Nhiệm kỳ                      | Ghi chú khác                                |
| --- | ----------------------------------------- | --------------------------------- | -------- | ----------------------------- | ------------------------------------------- |
| 1   | Chủ tịch Hội đồng Bộ trưởng Nga Xô        | Dmitry Polyansky (1917-2001)      |          | 4/1962-12/1962                |                                             |
| 1   | Chủ tịch Hội đồng Bộ trưởng Nga Xô        | Gennady Voronov (1910-1994)       |          | 12/1962-8/1966                |                                             |
| 2   | Chủ tịch Hội đồng Bộ trưởng Ukraina Xô    | Vladimir Scherbitsky (1918-1990)  |          | 4/1962-6/1963 10/1965-8/1966  |                                             |
| 2   | Chủ tịch Hội đồng Bộ trưởng Ukraina Xô    | Ivan Kazanets (1918-2013)         |          | 6/1963-10/1965                |                                             |
| 3   | Chủ tịch Hội đồng Bộ trưởng Belarus Xô    | Tihon Kiselov (1917-1983)         |          | 4/1962-8/1966                 |                                             |
| 4   | Chủ tịch Hội đồng Bộ trưởng Uzbekistan Xô | Rakhmankul Kurbanov (1912-2012)   |          | 4/1962-8/1966                 |                                             |
| 5   | Chủ tịch Hội đồng Bộ trưởng Kazakhstan Xô | Salken Daulenov (1907-1984)       |          | 4/1962-9/1962                 |                                             |
| 5   | Chủ tịch Hội đồng Bộ trưởng Kazakhstan Xô | Masymkhan Beysembayev (1908-1987) |          | 9/1962-12/1962 12/1964-8/1966 | Ủy viên Trung ương Đảng từ 4/1966           |
| 5   | Chủ tịch Hội đồng Bộ trưởng Kazakhstan Xô | Dinmukhamed Konayev (1912-1993)   |          | 12/1962-12/1964               |                                             |
| 6   | Chủ tịch Hội đồng Bộ trưởng Gruzia Xô     | Givi Javakhishvili (1912-1985)    |          | 4/1962-8/1966                 |                                             |
| 7   | Chủ tịch Hội đồng Bộ trưởng Azerbaijan Xô | Enver Alihanov (1917-1992)        |          | 4/1962-8/1966                 | Ủy viên dự khuyết Trung ương Đảng từ 4/1966 |
| 8   | Chủ tịch Hội đồng Bộ trưởng Litvia Xô     | Motyus Schumauskas (1905-1982)    |          | 4/1962-8/1966                 |                                             |
| 9   | Chủ tịch Hội đồng Bộ trưởng Moldova Xô    | Alexander Diorditsa (1911-1996)   |          | 4/1962-8/1966                 |                                             |
| 10  | Chủ tịch Hội đồng Bộ trưởng Latvia Xô     | Vitālijs Rubenis (1914-1994)      |          | 4/1962-8/1966                 | Ủy viên dự khuyết Trung ương Đảng từ 4/1966 |
| 11  | Chủ tịch Hội đồng Bộ trưởng Estonia Xô    | Valter Klauson (1913-1988)        |          | 4/1962-8/1966                 |                                             |
| 12  | Chủ tịch Hội đồng Bộ trưởng Turkmenia Xô  | Abdy Annaliyev (1920-)            |          | 4/1962-3/1963                 |                                             |
| 12  | Chủ tịch Hội đồng Bộ trưởng Turkmenia Xô  | Muhammetnazar Gapurow (1922-1999) |          | 3/1963-8/1966                 | Ủy viên dự khuyết Trung ương Đảng từ 4/1966 |
| 13  | Chủ tịch Hội đồng Bộ trưởng Armenia Xô    | Anton Kochinyan (1913-1990)       |          | 4/1962-2/1966                 |                                             |
| 13  | Chủ tịch Hội đồng Bộ trưởng Armenia Xô    | Badal Muradyan (1915-1991)        |          | 2/1966-8/1966                 | Ủy viên Trung ương Đảng từ tháng 4/1966     |
| 14  | Chủ tịch Hội đồng Bộ trưởng Tajikistan Xô | Abdulahad Kakharov (1913-1984)    |          | 4/1962-8/1966                 |                                             |
| 15  | Chủ tịch Hội đồng Bộ trưởng Kirghizia Xô  | Bolot Mambetov (1907-1990)        |          | 4/1962-8/1966                 |                                             |